# TVP ABC
TVP ABC – kanał tematyczny Telewizji Polskiej o charakterze dziecięcym, który uruchomiono 15 lutego 2014 o godzinie 6.55.
Jest to niekodowany tematyczny kanał polskiej telewizji publicznej. Dostępny jest w ramach trzeciego multipleksu naziemnej telewizji cyfrowej. Maskotkami stacji są anakonda, bocian i cielaczek.

## Historia
Utworzenie kanału dziecięcego TVP zapowiedziano oficjalnie w styczniu 2013 roku. Zarząd Telewizji Polskiej podjął decyzję o złożeniu wniosku o udzielenie koncesji na rozpowszechnianie programu za pośrednictwem naziemnej telewizji cyfrowej w związku z ogłoszonym przez KRRiT konkursem na cztery miejsca na pierwszym multipleksie. 5 lipca 2013 KRRiT podjęła uchwałę o przyznaniu koncesji naziemnej dla nowego kanału TVP. Konkurencyjny wniosek złożyła Telewizja Polsat na program pod nazwą Polsat Kids. Kanał wystartował 15 lutego 2014. Włączenie przekazu w DVB-T nastąpiło w nocy z 14 na 15 lutego o północy, a oficjalny start nastąpił o godzinie 6:55. Dostępny jest również na platformach satelitarnych: Platforma Canal+, Polsat Box i w sieciach kablowych.
1 marca 2014 stacja zaczęła nadawać reklamy. W tym samym dniu wydłużono czas emisji do godz. 22.00. Oprawę kanału przygotował zespół Minds Up, a muzykę skomponował Tomasz Stobierski.
18 marca 2015 roku pojawił się miesięcznik „TVP ABC”.
28 marca 2022 roku uruchomiono wersję kanału w wysokiej rozdzielczości (HD). Tego dnia ją udostępniono odbiorcom MUX 1 w województwach dolnośląskim i lubuskim. Od 27 czerwca 2022 roku TVP ABC w jakości HD był obecny w MUX 1 w całej Polsce, ponieważ w tym dniu zakończono proces zmiany standardu DVB-T na DVB-T2/HEVC. Od 4 września 2023 kanał dostępny jest tylko MUX 6, po przejściowym okresie równoległego nadawania na multipleksach pierwszym i szóstym od 7 sierpnia tego roku. Od 13 stycznia 2024 roku stacja jest dostępna wyłącznie na trzecim multipleksie naziemnej telewizji cyfrowej po przejściowym okresie równoległego nadawania na MUX 3 i MUX 6 od 19 grudnia 2023 roku.
Od 4 lipca 2022 do 29 września 2022 roku stacja była dostępna także na ósmym multipleksie naziemnej telewizji cyfrowej.

## Dostępność
- Naziemna Telewizja Cyfrowa – pozycja 29
- Platforma Canal+ – pozycja 155
- Orange TV – pozycja 555
- Polsat Box – pozycja 95

## Logo TVP ABC
| Okres wykorzystywania         | Opis | Ilustracja                     |
| ----------------------------- | --- | ------------------------------ |
| 15 lutego 2014 – 31 maja 2021 | Biały napis „TVP” na ciemnoniebieskim tle, poniżej napis „abc” (odpowiednio: zielone „a”, niebieskie „b”, pomarańczowe„c”). | Logo TVP ABC do 1 czerwca 2021 |
| od 1 czerwca 2021             | Biały napis „TVP” na jasnoniebieskim tle, poniżej napis „abc” (zielone „a”, żółte „b”, czerwone „c”).                       | Logo TVP ABC od 1 czerwca 2021 |